# Trivium (zespół muzyczny)
Trivium – amerykańska grupa muzyczna założona w 1999 roku w Orlando na Florydzie. Wykonywana przez zespół muzyka określana jest jako thrash metal, heavy metal, melodic death metal, groove metal, metalcore oraz metal progresywny. Liderem formacji oraz autorem wszystkich tekstów jest Matthew Kiichi Heafy – Amerykanin pochodzenia japońskiego.
Nazwa grupy wywodzi się z języka łacińskiego. Trivium w okresie późnej starożytności oraz średniowiecza było, obok quadrivium, podgrupą siedmiu sztuk wyzwolonych. Obejmowało trzy nauki: gramatykę, retorykę oraz logikę. Członkowie zespołu uznają, że obrazuje to ich zainteresowanie różnymi gatunkami muzycznymi.
Trivium nagrało osiem albumów studyjnych. Zespół słynie z dużej liczby występów. 12 czerwca 2006 roku brytyjski magazyn „Metal Hammer” na gali Golden God Awards uznał grupę za najlepiej koncertujący zespół w bieżącym roku. Tego samego dnia Matt Heafy otrzymał tytuł „Golden God”, a Travis Smith wygrał w kategorii „najlepszy perkusista”.

## Historia

### Początki (1999–2002)

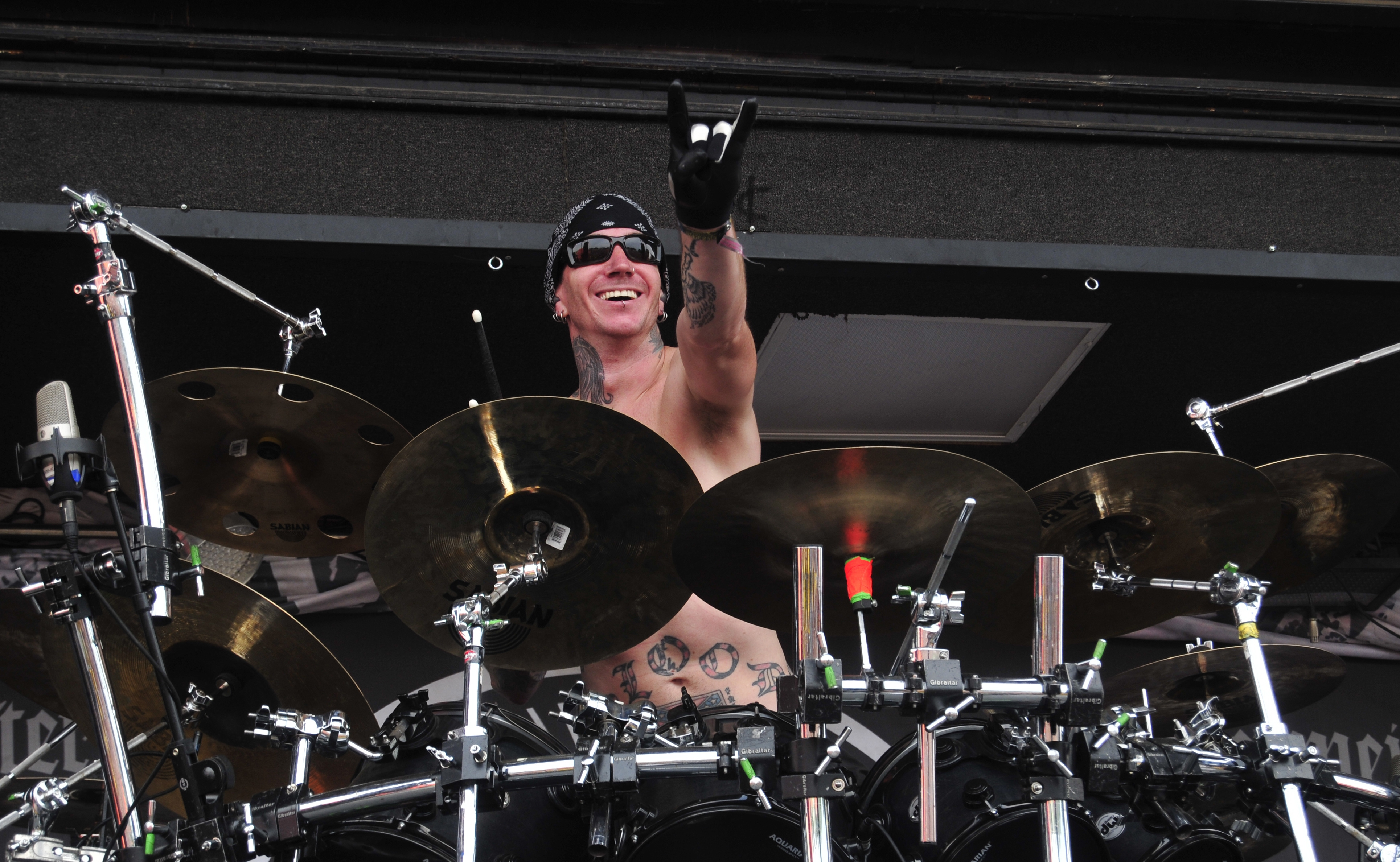
Travis Smith, jeden ze współzałożycieli Trivium. Opuścił zespół w 2009 roku

Grupa została założona w 1999 roku w Orlando na Florydzie. Zaledwie kilka dni po jej powstaniu do zespołu dołączył gitarzysta Matt Heafy. Miało to miejsce zaraz po tym jak dotychczasowy wokalista formacji, Brad Lewter, zauważył go na szkolnym konkursie talentów w Lake Brantley High School. Trzynastoletni wówczas Heafy wykonywał utwór „No Leaf Clover” z repertuaru grupy Metallica. Jakiś czas później został zaproszony do domu lokalnego perkusisty Travisa Smitha mieszczącego się w Altamonte Springs na Florydzie. Obecny był tam również basista Jarred Bonaparte, który wraz z Lewterem grał przez kilka lat w różnych cover bandach. Muzycy wspólnie ćwiczyli utwór „For Whom the Bell Tolls” Metalliki. Smith chciał, by zespół wykonał tę kompozycję podczas szkolnego konkursu „Battle of the Bands”. W trakcie trwania zawodów Trivium wykonało jeszcze jeden cover oraz dwa własne utwory. Jakiś czas później zespół zdobył drugie miejsce podczas lokalnego wydarzenia „Indiefest”.
W roku 2000 doszło do zmian w składzie formacji. Po kilku występach w lokalnych klubach Lewter opuścił grupę z powodu różnic muzycznych. Życzył sobie, by zespół wykonywał muzykę inspirowaną industrial metalem oraz gothic metalem w stylu grup Ministry i Marilyn Manson. Heafy zdecydował się na przejęcie roli gitarzysty prowadzącego oraz wokalisty. Rozpoczęto poszukiwania gitarzysty rytmicznego. Został nim Brent Young – kolega Smitha, z którym grał niegdyś w innym zespole. Wcześniej przez jakiś czas z grupą występował gitarzysta Matt Shuler. Do końca roku Trivium zdobywało doświadczenie, grając w garażach, klubach oraz przygotowując materiał na płytę. Wypowiedź Heafy’ego pochodząca z 2006 roku na temat pierwszych występów:

Kiedy zaczynaliśmy grać, zdarzało się nam występować przed piątką ludzi, którzy nie mogli nas znieść. Albo graliśmy w garażu salonu tatuaży bez statywu mikrofonowego, jakiś koleś musiał trzymać mikrofon przy mojej twarzy.

W 2001 roku zespół wszedł do studia by nagrać pierwsze demo. Na płycie znalazły się trzy utwory. Jakiś czas później Jarred Bonaparte został poproszony przez pozostałych członków formacji o opuszczenie grupy. Tymczasowo jego miejsce zajął Richie Brown – wokalista oraz gitarzysta blackmetalowego zespołu Mindscar, w którym później zaczął się udzielać również Heafy. Trivium wciąż szukało jednak pełnoetatowego basisty. W końcu Brent Young zdecydował się na zmianę instrumentu. Po licznych zmianach w składzie Trivium stało się trzyosobową grupą.
24 maja 2002 roku Trivium wystąpiło na Orlando Metal Awards. Heafy otrzymał nagrodę dla najlepszego gitarzysty heavymetalowego. Tego samego roku zespół nagrał nowy materiał. Na demie zostały zawarte cztery utwory. W okresie od 17 do 22 grudnia grupa rejestrowała ścieżki na pierwszą profesjonalnie nagrywaną płytę. Za jej produkcję odpowiedzialny został Jason Suecof – właściciel Audiohammer Studios.

### Ember to Inferno(2003–2004)

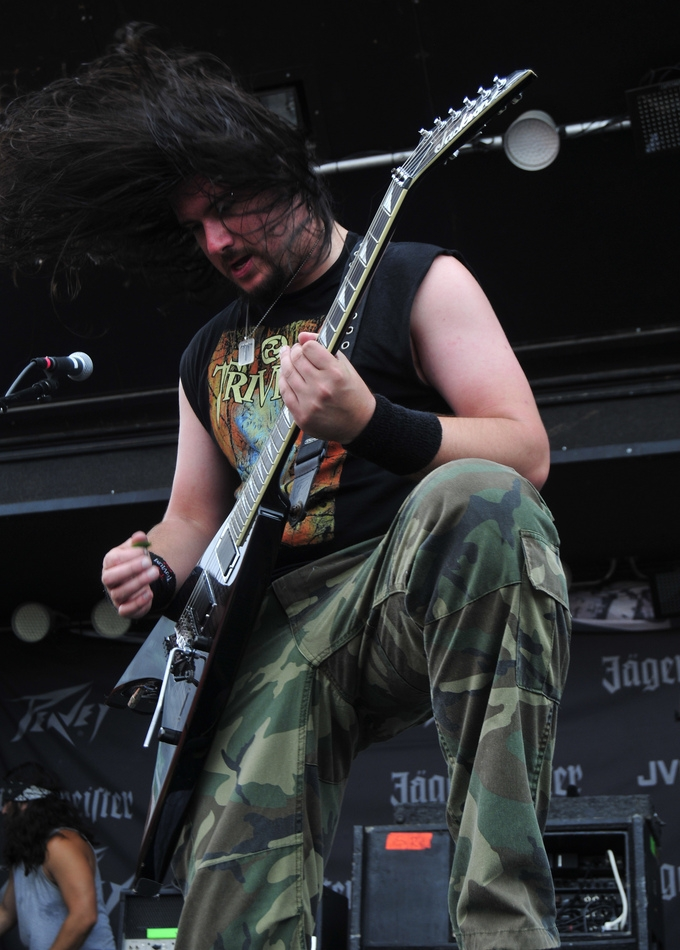
Corey Beaulieu dołączył do Trivium
we wrześniu 2003 roku

W lutym 2003 roku została wydana płyta zatytułowana po prostu Trivium (znana również jako Blue Demo). Koszt produkcji został w całości sfinansowany przez członków zespołu. Grupa dołączyła w maju tego samego roku do niemieckiej wytwórni płytowej Lifeforce Records. 31 maja zespół po raz drugi zagrał na Orlando Metal Awards. 16 czerwca Trivium wkroczyło do studia by zarejestrować materiał na swój pierwszy album studyjny. Przez jakiś czas z zespołem występował gitarzysta George Moore. W sierpniu powrócił jednak do zespołu The Autumn Offering, którego był współzałożycielem. 5 września, podczas festiwalu The Hard Rock Live, grupa ponownie wystąpiła w czteroosobowym składzie. Tym razem formację uzupełnił dziewiętnastoletni wówczas gitarzysta Corey Beaulieu. Wcześniej przez trzy tygodnie ćwiczył z Heafym utwory grupy. 14 października odbyła się premiera płyty pod tytułem Ember to Inferno. Wypowiedź Heafy’ego pochodząca z 2006 roku na temat albumu:

To był album eksperymentalny, ponieważ wtedy byliśmy na etapie poszukiwań własnego brzmienia. Ja komponowałem muzykę, pisałem teksty, grałem wszystkie partie gitarowe i śpiewałem. Byłem wtedy bardzo młody i po raz pierwszy zabrałem się do pisania utworów. Przede wszystkim chciałem grać szybko, moją ambicją było zagranie jak największej ilości dźwięków w jak najkrótszym czasie. Nie okazało się to, niestety, najlepszym pomysłem. Teraz, z perspektywy czasu, mogę powiedzieć, że nasza pierwsza płyta ma, owszem, swoje charakterystyczne brzmienie, ale nie jest tak oryginalna, jak Ascendancy.

Pochodzący z płyty utwór „If I Could Collapse the Masses” pojawił się na kompilacji dołączonej do pewnego magazynu muzycznego. Kompozycję usłyszał Monte Conner z wytwórni płytowej Roadrunner Records. Jakiś czas później zadzwonił do członków zespołu i stwierdził, że jest zainteresowany tworzoną przez nich muzyką. Trivium wkrótce zarejestrowało ścieżki na demo zawierające trzy nowe utwory.
W styczniu 2004 roku zespół zrealizował teledysk do utworu „Like Light to the Flies”. Wideoklip wraz z nagranym wcześniej materiałem demo został wysłany do Connera. 17 lutego odbyła się premiera Fractured – drugiego albumu studyjnego grupy Capharnaum. Heafy nagrał na potrzeby wydawnictwa partie wokalu. W kwietniu Trivium podpisało kontrakt płytowy z wytwórnią Roadrunner Records. Jakiś czas później basista Brent Young opuścił skład. Podczas trasy koncertowej z zespołem Iced Earth zastąpił go, udzielający się grupach Capharnaum oraz Monstrosity, Mike Poggione. W sierpniu do Trivium dołączył Paolo Gregoletto – członek thrashmetalowej formacji Metal Militia. Miało to miejsce na krótko przed trasą koncertową Roadrunner Roadrage 2004 z grupami Machine Head oraz Chimaira. W październiku zespół rozpoczął rejestrowanie ścieżek na nowy album studyjny. Proces ten trwał aż do stycznia następnego roku.

### Ascendancy(2005)

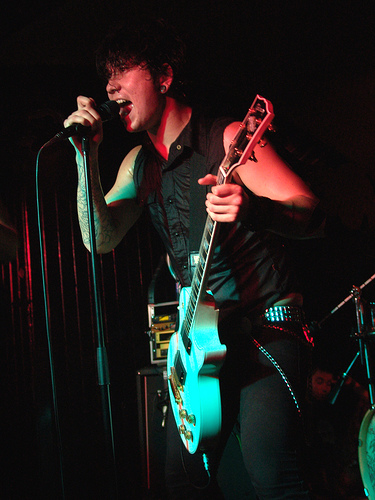
Matt Heafy podczas koncertu w 2005 roku

15 marca 2005 roku odbyła się premiera płyty zatytułowanej Ascendancy. Jason Suecof i Matt Heafy byli odpowiedzialni za proces produkcji. Andy Sneap natomiast zajął się masteringiem oraz miksowaniem muzyki. Album zadebiutował na 151. miejscu listy Billboard 200 oraz na 4. pozycji rankingu Top Heatseekers. Magazyn „Kerrang!” przyznał płycie status „Album of the Year”. Natomiast redakcja czasopisma „Guitar World” stwierdziła, iż Ascendancy jest jednym z najlepszych thrashmetalowych albumów wszech czasów. Opinia Heafy’ego pochodząca z 2006 roku na temat albumu:

Ascendancy sprzedało się całkiem nieźle – i ciągle się sprzedaje. Do dziś w Stanach poszło 130 tysięcy, w Anglii zdobyliśmy złoto. Jesteśmy z tej płyty bardzo zadowoleni i uważamy, że podobnie jak poprzednia dobrze prezentuje kondycję zespołu w tamtym czasie. Przez ostatnie trzy lata większa część naszego setu koncertowego pochodziła z tej płyty. Jedyny problem z nią jest taki, że ze względu na krzyczano-śpiewane partie wokalne, jakie na niej są, przypisano nas do tego cholernego nurtu metalcore.

24 maja odbył się pierwszy koncert Trivium w Polsce. Zespół wystąpił w warszawskim klubie Proxima w ramach trasy koncertowej Roadrunner Roadrage 2005. Tego samego dnia zagrały również grupy Still Remains oraz 3 Inches of Blood. 11 czerwca zespół miał okazję zagrać na głównej scenie podczas Download Festival wraz z takimi formacjami jak Black Sabbath oraz Anthrax. Występ był znaczący dla grupy, która zyskała dzięki niemu popularność w Wielkiej Brytanii. Heafy uznał, że ten koncert wprowadził Trivium na scenę światową. Jakiś czas później poprzednia płyta zespołu, Ember to Inferno, doczekała się reedycji wydanej nakładem Lifeforce Records. Na wydawnictwie zawarto trzy dodatkowe utwory oraz poszerzono szatę graficzną. Z okazji 25-lecia wytwórni płytowej Roadrunner Records powstał projekt Roadrunner United, w którym wzięli udział jej najważniejsi wykonawcy. Zaproszeni zostali również Heafy oraz Beaulieu. Efektem końcowym pracy muzyków była wydana 11 października płyta zatytułowana The All-Star Seesions. Do końca roku Trivium nagrało teledyski do utworów: „Pull Harder on the Strings of Your Martyr”, „A Gunshot to the Head of Trepidation” oraz „Dying in Your Arms”. Każda z kompozycji została wydana również jako singel.

### The Crusade(2006–2007)

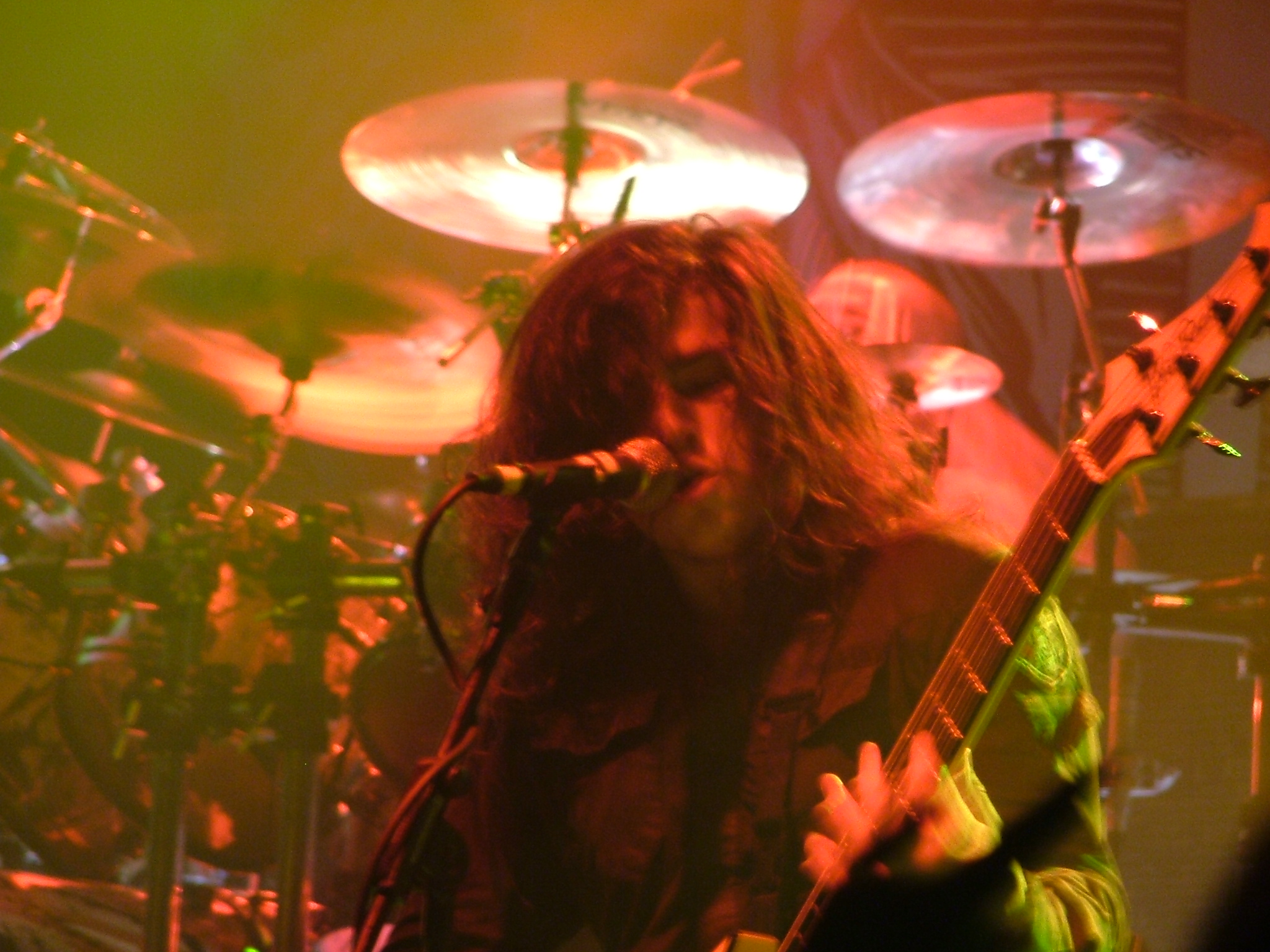
Paolo Gregoletto podczas koncertu
22 maja 2007 roku w Linz

W styczniu 2006 roku opublikowany został teledysk do utworu „Dying in Your Arms”. 5 kwietnia ukazało się kolejne wydanie brytyjskiego czasopisma „Kerrang!”. Na dołączonej do numeru płycie znalazła się, wykonana przez Trivium, interpretacja utworu „Master of Puppets” zespołu Metallica. W tym samym miesiącu, po trasie koncertowej z grupami God Forbid oraz Mendeed, kwartet wkroczył do studia w celu nagrania nowej płyty. Na producenta ponownie wybrany został Jason Suecof. 9 maja ukazała się reedycja albumu Ascendancy, na której zawarto cztery bonusowe utwory oraz płytę DVD z wideoklipami i koncertem zarejestrowanym 18 września 2005 roku w Londynie. 10 czerwca zespół wystąpił na głównej scenie podczas Download Festival. Tego samego dnia grały również takie formacje jak Metallica, Alice in Chains oraz Arch Enemy. Dwa dni później odbyła się gala Golden Gods Awards zorganizowana przez brytyjskie czasopismo „Metal Hammer”. Trivium zdobyło nagrodę dla najlepiej koncertującego zespołu bieżącego roku. Heafy otrzymał tytuł „Golden God”, a Smith zwyciężył w kategorii „najlepszy perkusista”. 10 października odbyła się premiera The Crusade, trzeciego albumu studyjnego grupy Trivium. Heafy zapytany o to, czy nowy album przebije poprzednią płytę zespołu, Ascendancy:

Pewnie, że tak! Są tu na pewno lepsze piosenki, bo im więcej piszesz, tym lepszy w tym jesteś. Po nagraniu dwóch płyt naprawdę rozumiesz, jakie są mocne, a jakie słabe punkty kompozycji, co trzeba zrobić, żeby była udana. No i lepiej gramy – co jest także nieuniknione, jeśli się występuje tyle, co my.

Wydawnictwo uplasowało się na 25. pozycji listy Billboard 200 z liczbą 31 tysięcy egzemplarzy sprzedanych w ciągu pierwszego tygodnia w Stanach Zjednoczonych. Przedostatnia strona dołączonej do płyty książeczki zawiera tekst: „Rest in peace Dimebag Darrell Abbot (1966-2004)”. Trivium w ten sposób upamiętniło śmierć tragicznie zmarłego gitarzysty znanego z występów w grupach Pantera oraz Damageplan. Zespół promował nowy materiał, stanowiąc między innymi support dla brytyjskiej legendy heavy metalu – zespołu Iron Maiden.
Rok 2007 Trivium spędziło, koncertując na całym świecie. Po występach w Japonii, Australii i Nowej Zelandii zespół wrócił do Ameryki Północnej, gdzie grał z takimi formacjami jak Gojira, Lamb of God oraz Machine Head. Corey Beaulieu został zaproszony przez lidera kanadyjskiej grupy Annihilator, Jeffa Watersa, do gościnnego udziału podczas nagrywania płyty Metal. Na wydanym w kwietniu albumie pojawiło się solo gitarowe w wykonaniu muzyka Trivium (utwór „Kicked”). 13 maja grupa po raz drugi wystąpiła w warszawskiej Proximie. Tym razem u boku zespołów Annihilator oraz Sanctity. Jakiś czas wcześniej formacja została zaproszona przez zespół Korn do wzięcia udziału w rozpoczynającym się w lipcu tournée Family Values Tour. W tym samym roku powstały teledyski do utworów: „The Rising”, „To the Rats” oraz „Becoming the Dragon”. Grupa zaczęła pracować nad nowym albumem studyjnym w październiku. Na producenta płyty wybrany został Nick Raskulinecz, znany ze współpracy z takimi zespołami jak Death Angel, Foo Fighters czy Rush. W tym samym miesiącu ukazał się album Appointment with Death grupy Lizzy Borden, na którym gościnnie wystąpił Beaulieu. W listopadzie Trivium wyruszyło wraz z formacjami Machine Head, Arch Enemy oraz DragonForce w europejską edycję trasy koncertowej The Black Crusade.

### Shogun(2008–2010)

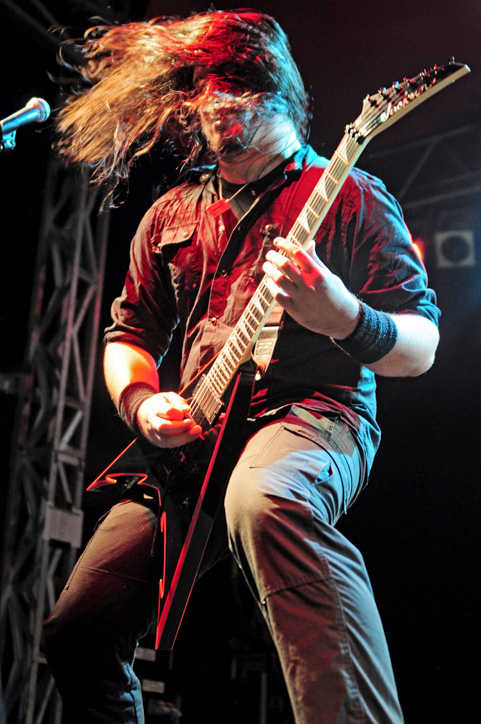
Corey Beaulieu podczas koncertu 1 marca 2010 roku na Soundwave Festival 2010 w Perth

Zespół zakończył nagrywanie materiału na nową płytę w czerwcu 2008 roku. Ścieżki zarejestrowano w Nashville, stolicy stanu Tennessee słynącej z muzyki country. Za miksowanie odpowiedzialny był Colin Richardson, współpracujący wcześniej z grupami Fear Factory oraz Machine Head. W ramach promocji nadchodzącej płyty zrealizowany został teledysk do utworu „Down from the Sky”. Premiera czwartego albumu studyjnego grupy Trivium, noszącego nazwę Shogun, odbyła się 30 września. Edycja specjalna wydana tego samego dnia została wzbogacona o trzy dodatkowe utwory (w tym „Iron Maiden” – interpretację kompozycji grupy Iron Maiden). Corey Beaulieu na temat muzyki zawartej na płycie:

Nowy krążek łączy w sobie wszystkie elementy obecne na poprzednich płytach. Nasze wcześniejsze krążki bardzo się między sobą różniły, a ten album jest jakby połączeniem ich wszystkich.

W trakcie pierwszego tygodnia sprzedano 24 tysięcy kopii albumu w samych Stanach Zjednoczonych. Płyta zajęła 23. miejsce na liście Billboard 200. W październiku Trivium wraz z zespołami Amon Amarth oraz Mastodon wyruszyło supportować formację Slayer w ramach trasy koncertowej The Unholy Alliance: Chapter III.
27 stycznia 2009 odbyła się premiera teledysku do utworu „Throes of Perdition”. 9 czerwca na warszawskim Torwarze Trivium, wraz z zespołem DevilDriver, supportowało grupę Slipknot. 16 czerwca Trivium po raz trzeci zagrało na Download Festival. Latem zespół występował na Rockstar Energy Drink Mayhem Festival. We wrześniu ukazał się album Force Fed Lies grupy Dirge Within, na którym Corey Beaulieu zagrał gościnnie solo gitarowe w utworze „Complacency”. 29 października rozpoczęła się druga część trasy koncertowej Into the Mouth of Hell We Tour. Wieloletni perkusista Trivium, Travis Smith, nieoficjalnie opuścił zespół z powodów osobistych (jakiś czas wcześniej wziął ślub). Nie wziął również udziału w żadnym występie podczas trasy. Techniczny Smitha, Nick Augusto, został poproszony przez pozostałych członków grupy o tymczasowe zastępowanie muzyka.
4 lutego 2010 roku zespół ujawnił na swojej stronie internetowej, iż Nick Augusto został mianowany oficjalnym członkiem grupy. Na rzecz Trivium opuścił wykonujący grindcore zespół Maruta. Augusto oraz Gregoletto grali niegdyś wspólnie w zespole Metal Militia. Trivium w nowym składzie nagrało utwór „Shattering the Skies Above”, który znalazł się na minialbumie God of War: Blood & Metal. Wydawnictwo promowało wydaną na konsolę PlayStation 3 grę wideo God of War III. Zespół w trakcie pobytu w studiu nagraniowym zarejestrował własną interpretację utworu „Slave New World” brazylijskiej legendy groove metalu – grupy Sepultura. 2 marca opublikowany został teledysk do kompozycji „Shattering the Skies Above”.

### In Waves(2011–2012)

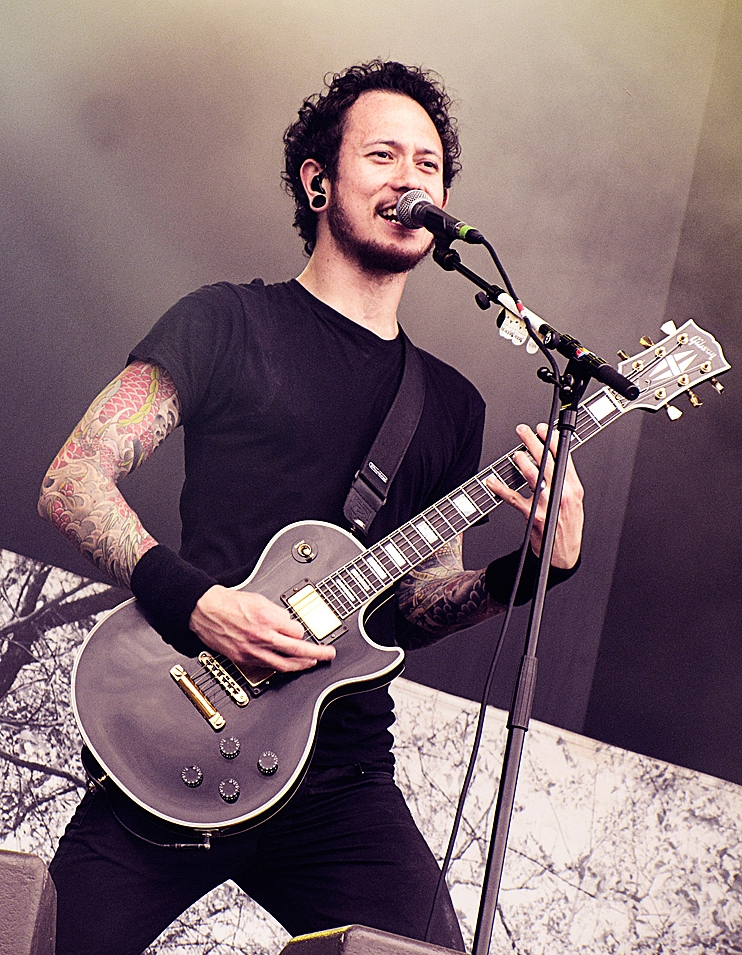
Matt Heafy podczas koncertu 4 lipca 2012 roku na With Full Force Festival 2012 w Löbnitz

2 stycznia 2011 roku zespół wszedł do studia w celu nagrania piątego albumu studyjnego. Opinia Heafy’ego na temat nowego materiału:

Niektóre utwory są bardziej techniczne i może trochę bardziej melodyjne. To wielkie spektrum dźwięków, jednak wszystko do siebie pasuje. Zrobiliśmy to tak, jak nigdy wcześniej. [...] Cały koncept tej płyty zmieniał się przez ten rok, to nie tylko muzyka, to cały pakiet. Mieliśmy zrobioną już okładkę, a teraz siedzimy, słuchamy tego wszystkiego, musimy napisać słowa. Nawet teraz nie wiem jak to będzie wyglądało. Kiedy pytam innych jak to wyszło, oni mówią: “To jest to!”.

9 czerwca grupa wystąpiła na Download Festival. 17 czerwca opublikowany został teledysk do „In Waves” – nowej kompozycji Trivium. Po raz piąty reżyserią wideoklipu zespołu zajął się Ramon Boutviseth. Dwa dni później, podczas koncertu w Birmingham, grupa wykonała dwa nieznane dotąd utwory: „Black” oraz „Dusk Dismantled”. Latem formacja po raz drugi wzięła udział w Rockstar Energy Drink Mayhem Festival (poprzednio w 2009 roku). 5 sierpnia grupa po raz pierwszy wystąpiła na festiwalu Wacken Open Air. 9 sierpnia odbyła się premiera In Waves, piątego albumu studyjnego zespołu Trivium. Edycja specjalna wydawnictwa zawiera płytę DVD oraz pięć dodatkowych utworów. Za produkcję oraz miksowanie muzyki odpowiedzialni byli Colin Richardson oraz Martin „Ginge” Ford. Jest to pierwszy album grupy, na którym nie zagrał Travis Smith. Płyta zajęła 13. miejsce na liście Billboard 200, sprzedając się w liczbie 22 tysięcy kopii w ciągu pierwszego tygodnia w Stanach Zjednoczonych. Trivium we wrześniu wyruszyło supportować grupę Dream Theater podczas trwającej dwa miesiące trasy koncertowej. 28 października opublikowany został teledysk do utworu „Built to Fall”. 11 listopada grupa wystąpiła w warszawskiej Progresji. Jako support zagrał sosnowiecki zespół Frontside. W grudniu Trivium koncertowało w Wielkiej Brytanii w ramach trasy koncertowej Defenders of the Faith III zorganizowanej przez magazyn „Metal Hammer”.
12 stycznia 2012 roku Trivium, wraz z zespołem In Flames, wyruszyło w trasę koncertową obejmującą Stany Zjednoczone oraz Kanadę. 21 lutego odbył się ostatni występ w jej ramach. 11 kwietnia grupa wystąpiła w Los Angeles podczas gali Golden Gods zorganizowanej przez magazyn „Revolver”. 13 czerwca zespół zagrał w poznańskim Eskulapie. Support stanowiła jaworznicka grupa Animations. We wrześniu Trivium po raz pierwszy wystąpi w Ameryce Południowej.

### Vengeance FallsiSilence in the Snow(2013–2015)
W styczniu 2013 roku, Paolo Gregoletto umieścił zdjęcia zespołu podczas prób. Produkcją nowego materiału zajął się David Draiman (znany jako wokalista grupy Disturbed). Pierwszy utwór z nadchodzącego albumu „Brave this Storm”, został zaprezentowany publiczności 28 czerwca na festiwalu Rock The City Bucharest, w Rumunii. 3 dni później oficjalna wersja audio była dostępna za darmo, na stronie zespołu. Pierwszy singiel „Strife”, miał swoją premierę na żywo 1 sierpnia na Resurection Fest at Viveiro w Hiszpanii. Premiera albumu ma odbyć się 15 października 2013 roku. Trivium w ramach trasy koncertowej wystąpili w Polsce na dwóch koncertach, kolejno 11 i 12 sierpnia w Warszawie [klub Progresja] i Krakowie [klub Kwadrat], supportował ich rodzimy Frontside. 8 maja 2014 r. zespół rozstał się z dotychczasowym perkusistą Nickiem Augusto. Obecnie funkcję perkusisty pełni techniczny grupy, Mat Madiro.
Jesienią 2014 roku Corey Beaulieu ogłosił, że zespół pracuje nad kolejnym albumem, który ma się ukazać jesienią 2015 roku. Wkrótce w grze Guitar Hero: Live pojawia się utwór „Strife” z Vengeance Falls. W lipcu 2015 uruchomiona zostaje strona internetowa „snow.trivium.org” promująca nowy album. Na profilu facebookowym grupy zdjęcie profilowe zmienia się na powiązane ze stroną.
24 lipca na stronie rozpoczęło się 6-dniowe odliczanie. Nieoficjalna informacja podaje, że album będzie nosił tytuł „Silence in the Snow”, pojawiły się też tytuły trzech utworów: „Silence in the Snow”, „Dead and Gone” oraz „Until the World Goes Cold”, a także data premiery nowego krążka – 2 października 2015. Informację tę potwierdzono 30 lipca, kiedy po zakończeniu odliczania na stronie pojawił się klip do tytułowego utworu. 31 lipca 2015 ujawniono pełną listę utworów na nowej płycie, projekt okładki, udostępniono również możliwość składania przedpremierowych zamówień. 7 sierpnia, podczas występu na Bloodstock Open Air w Anglii, kapela zagrała 2 premierowe utwory: „Silence in the Snow” i „Blind Leading the Blind”. 27 sierpnia pojawił się teledysk do trzeciego singla „Until the World Goes Cold”. 5 grudnia 2015 podczas występu na Knotfest Mexico zespół ogłosił, iż Paul Wandtke zastąpił Mata Madiro.

### The Sin and the Sentence
31 lipca 2017 r. zespół opublikował tytułowy utwór „The Sin and the Sentence”, natomiast 23 lipca na antenie radia SiriusXM Octane odbyła się premiera numeru „The heart from your hate”. Tego dnia zespół ogłosił także oficjalną datę premiery nowego albumu – 20 października 2017 r.
Producentem albumu został Josh Wilbur, znany przede wszystkim ze współpracy z zespołami Lamb of God oraz Gojira. Materiał został nagrany w kalifornijskim studiu Hybrid.

## Muzyka

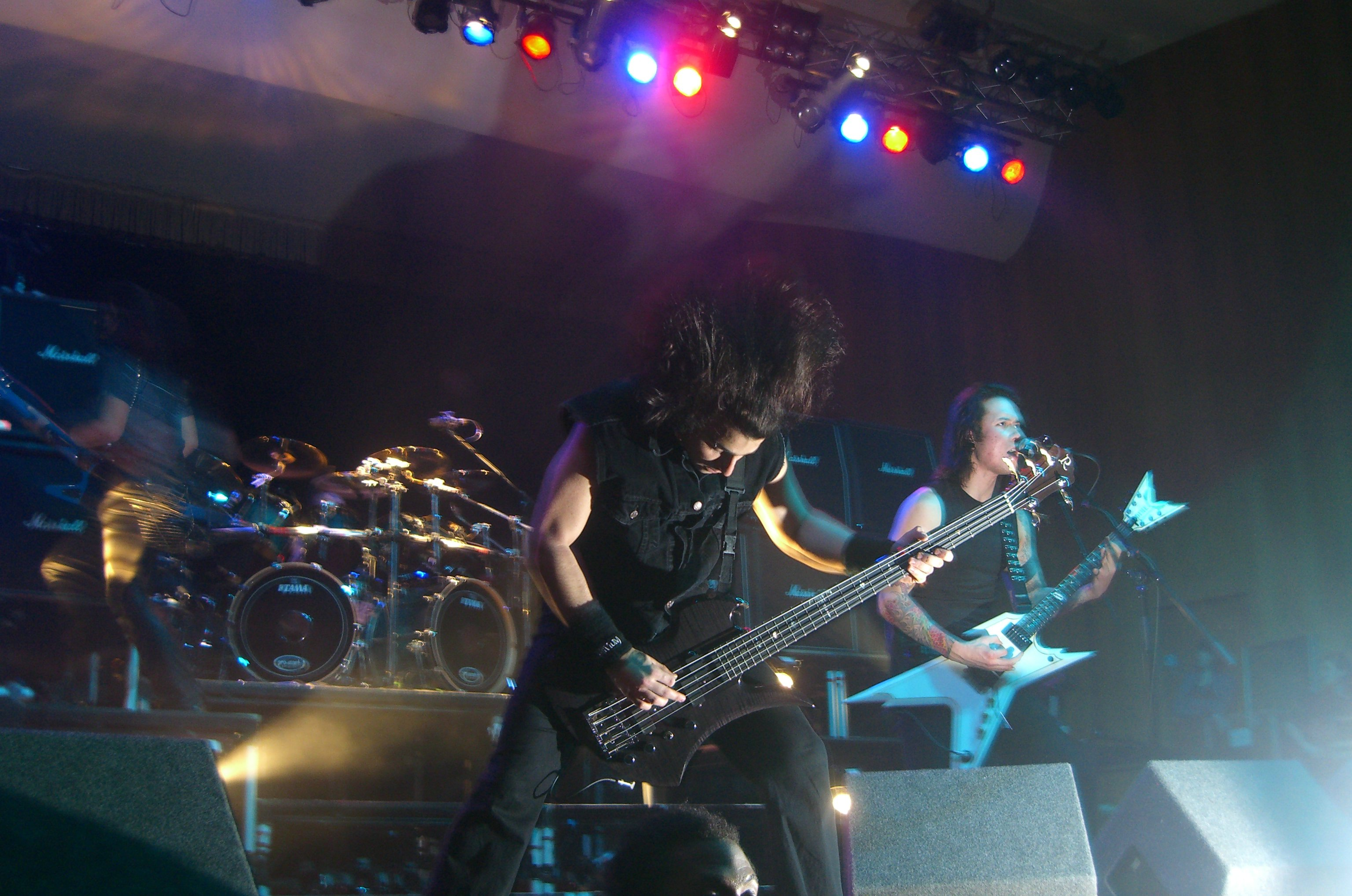
Trivium podczas koncertu 18 marca 2006 roku na Exeter University

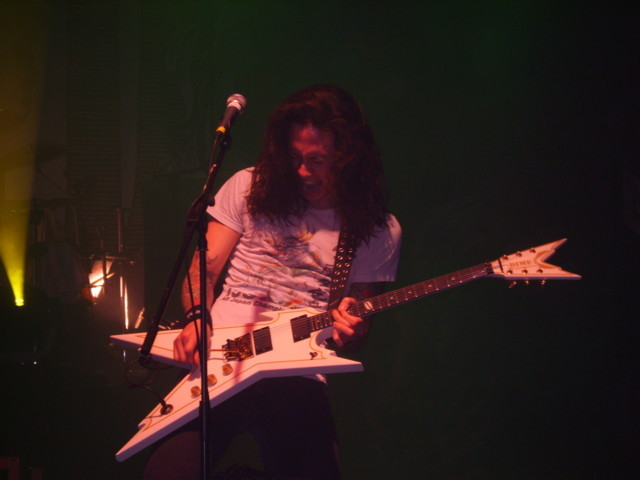
Matt Heafy podczas koncertu w 2007 roku w Dublinie

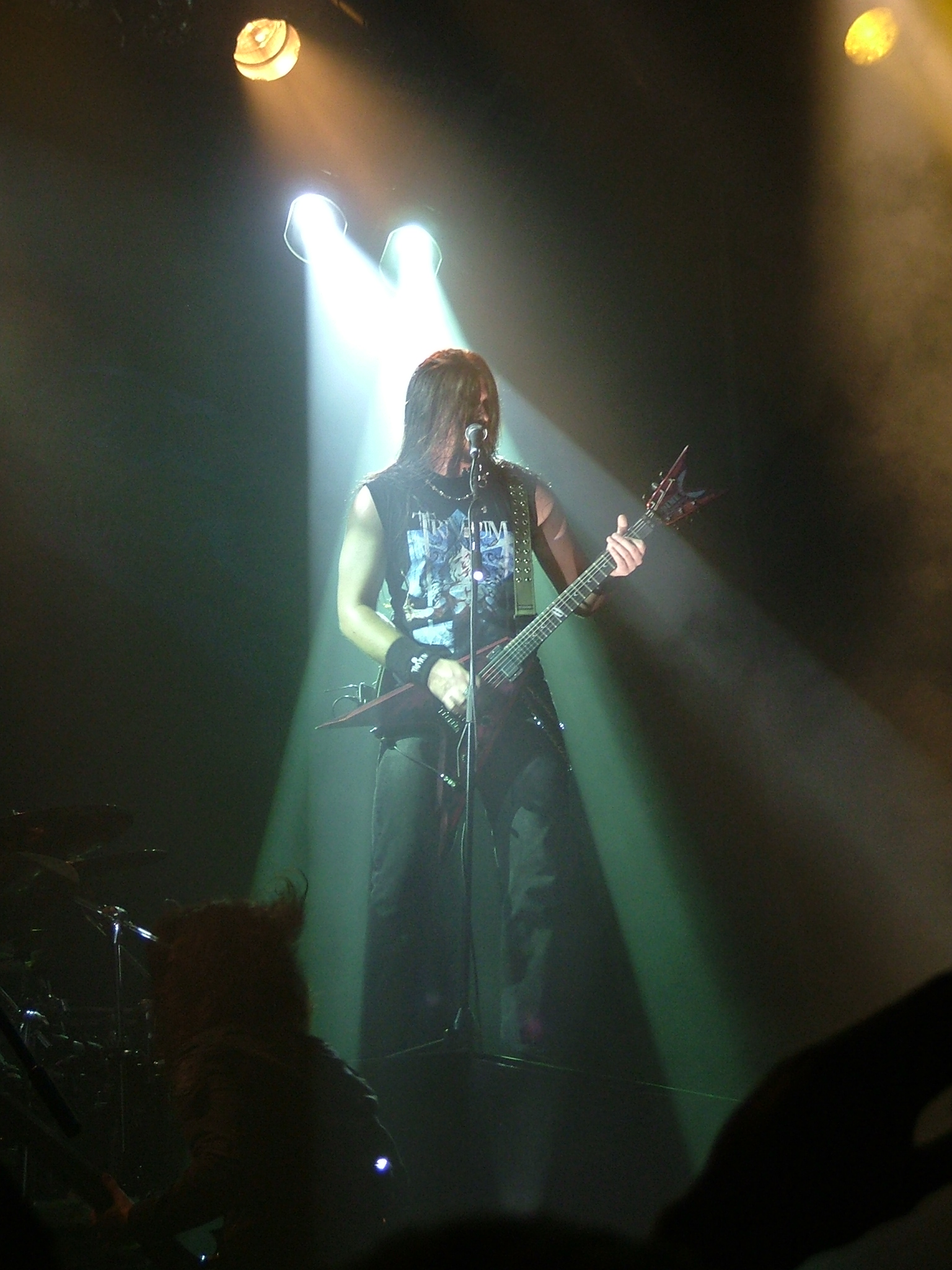
Corey Beaulieu podczas koncertu 22 maja 2007 roku w Linz

Muzykę Trivium charakteryzują liczne gitarowe partie solowe, które pojawiają się w niemal każdym utworze. Wokal występuje w postaci czystego śpiewu oraz growlu. Grupa wzoruje się na wykonawcach takich jak Metallica, Testament, Slayer, Pantera, Machine Head, Megadeth oraz In Flames. Z kolei Kirk Hammett, Kerry King czy Robb Flynn przyznali się do zainteresowania twórczością formacji z Florydy. Zespół przypisywany jest do nurtu New Wave of American Heavy Metal. Autorem wszystkich tekstów formacji jest Matt Heafy. Na przestrzeni lat styl muzyki wykonywanej przez Trivium nieustannie się zmieniał.
14 października 2003 roku ukazał się debiutancki album Trivium zatytułowany Ember to Inferno. Podczas komponowania muzyki na płytę członkowie zespołu czerpali inspiracje od grup wykonujących melodic death metal (In Flames, Dark Tranquillity, At the Gates) oraz thrash metal (Slayer, Metallica, Testament). Heafy nie krył również swojego zainteresowania nurtem metalcore (Killswitch Engage, Lamb of God, Between the Buried and Me). Na oficjalnej stronie internetowej niemieckiej grupy Dew-Scented pojawił się odnośnik do portalu Trivium. Ktoś z zespołu określił formację z Florydy jako „melodic death metalcore”. Muzykom z Trivium spodobała się ta kategoria.
15 marca 2005 roku została wydana płyta zatytułowana Ascendancy. Utwory z albumu nie odbiegały stylistycznie od materiału z poprzedniej płyty. Muzyka została określona jako połączenie gatunków takich jak thrash metal, metalcore, metal progresywny oraz melodic death metal. Teksty zawarte na płycie dotyczą głównie ludzkich nieszczęść: samobójstwa, samotności, wykorzystywaniu dzieci, depresji, tyranii oraz braku wolności słowa. Wykonywanie pochodzącego z płyty utworu „Pull Harder on the Strings of Your Martyr” stało się nieodłączną częścią koncertów grupy. Gitarzyści podczas komponowania materiału stroili instrumenty w następujący sposób: D-A-D-G-B-E (od struny najgrubszej do najcieńszej).
W 2006 roku kojarzenie kwartetu z nurtem metalcore zaczęło spotykać się z ostrą krytyką ze strony muzyków. 9 października odbyła się premiera trzeciego albumu studyjny grupy, The Crusade. Materiał zawarty na płycie drastycznie różnił się od poprzednich kompozycji zespołu. Podczas nagrywania niektórych utworów wykorzystano siedmiostrunowe gitary elektryczne, co stanowiło nowość w muzyce grupy. Inną istotną zmianą było zrezygnowanie Heafy’ego w sporej mierze z growlu. Jego wokal bywał często porównywany do głosu frontmana Metalliki, Jamesa Hetfielda. Płyta otrzymała głównie pozytywne oceny od krytyków muzycznych. Grupie zaczęto jednak zarzucać, iż stara się brzmieć dokładnie tak samo, jak Metallica. Heafy natomiast stwierdził, że płyta przypomina mu The New Order – drugi album studyjny zespołu Testament. Teksty zawarte na płycie dotyczą głównie spraw politycznych oraz słynnych zabójstw. Przykładem może posłużyć kompozycja „Entrance of the Conflagration”. Bohaterką utworu jest Andrea Yates – amerykanka, która 20 czerwca 2001 roku zamordowała pięcioro swoich dzieci, topiąc je w wannie.
Wydany 30 września 2008 roku album Shogun spotkał się z przychylnymi recenzjami krytyków muzycznych. Joel McIver określił wydawnictwo jako najbardziej spójną, bezkompromisową i najcięższą płytę w dorobku zespołu. Wszystkie utwory zamieszczone na standardowej edycji wydawnictwa, oprócz „Insurrection” oraz „Like Callisto to a Star in Heaven”, zostały nagrane z użyciem siedmiostrunowych gitar elektrycznych nastrojonych w standardowy sposób. Kompozycje na albumie są znacznie dłuższe i bardziej złożone technicznie od tych, które zostały zawarte na poprzednich płytach. Heafy zdecydował się na powrót do stosowania growlu. Teksty na płycie inspirowane są głównie mitologią grecką oraz, w mniejszym stopniu, japońską. Jest to pierwszy album Trivium, którego nie wyprodukował Jason Suecof.
9 sierpnia 2011 ukazała się piąta płyta studyjna na grupy. Na In Waves grupa zdecydowała się powrócić do stylu reprezentowanego na dwóch pierwszych albumach. Jest to pierwsze wydawnictwo, na którym zagrał perkusista Nick Augusto. Nowym elementem w muzyce zespołu są perkusyjne blast beats. Gitarzyści podczas nagrywania kompozycji stroili instrumenty w następujący sposób: Db-Ab-Db-Gb-Bb-Eb (od struny najgrubszej do najcieńszej). Oznacza to konfigurację o pół tonu niższą od utworów zarejestrowanych na płycie Ascendancy. Grupa starała się stworzyć album zawierający muzykę łatwiejszą w odbiorze. Pochodzący z płyty utwór „Built to Fall” został wykonany przez Heafy’ego w wersji akustycznej podczas występu na dachu paryskiego hotelu. Jakiś czas później grupa dała szereg koncertów unplugged dla amerykańskich stacji radiowych.

## Instrumentarium

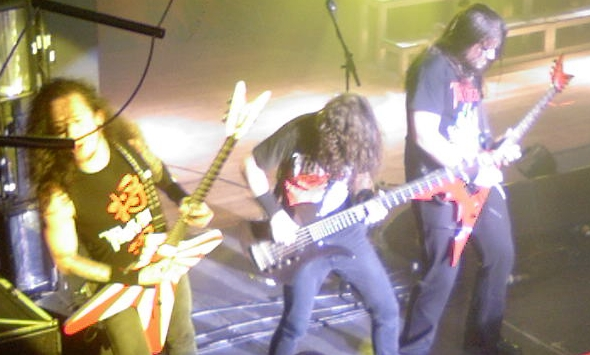
Gitarzyści z instrumentami firmy Dean Guitars (modele MKH oraz CBV 1122)

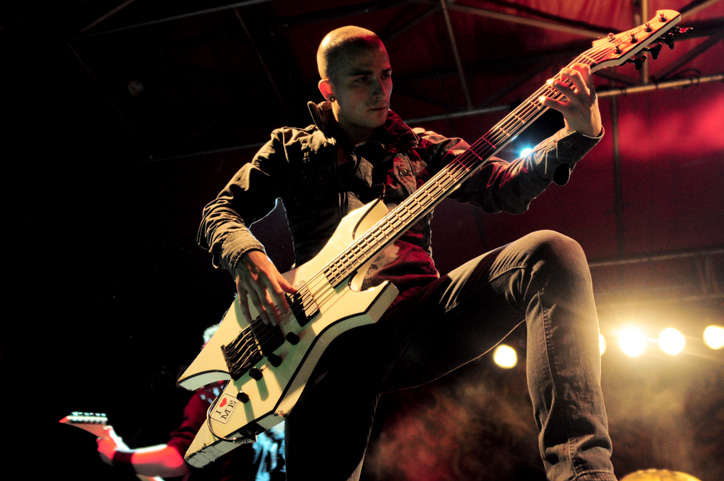
Basista z gitarą Warlock Paolo Gregoletto Signature Bass 5

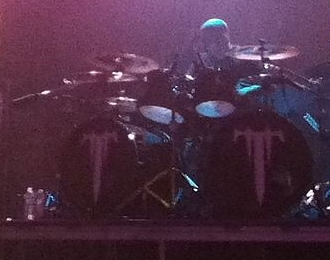
Nick Augusto grający na perkusji marki Pearl

Gitarzyści Trivium korzystają ze wzmacniaczy i kolumn głośnikowych firm Marshall oraz Peavey.
W 2008 roku amerykański producent Dean Guitars przygotował dla muzyków gitary elektryczne sygnowane ich nazwiskami. Instrument Matta Heafy’ego nosi nazwę Dean MKH. Gitara posiada korpus wykonany z mahoniu oraz klonową płytę wierzchnią. Gryf (również klonowy) charakteryzuje się asymetrycznym przekrojem, co miało ułatwiać muzykowi dostęp do wyższych progów (gitara posiada ich 24). W instrumencie został umieszczony, wykonany na zamówienie, przetwornik MKH86. Zamontowano go przy mostku. Gitara została wyposażona w struny o grubości 0.12-0.65. Front instrumentu ilustruje motyw wschodzącego słońca mający nawiązywać do japońskiego pochodzenia muzyka. Opinia Heafy’ego na temat gitary:

Muszę przyznać, że to kawał wiosła, ale ja lubię ciężkie gitary. Wersja do sprzedaży będzie lżejsza, bo ludzie raczej nie podzielają mojego zamiłowania do tak masywnych instrumentów. Dla mnie gitara musi być konkretna, wtedy wiem, że gram. Przyznam się, że podczas gry toczę z nią walkę – ona ma mi oddawać ciosy, a nie leżeć spokojnie w moich rękach. Techniczny musiał mi zainstalować specjalne wzmocnienie w pasku, żeby gitara się nie urwała, ponieważ jest dość ciężka!

Corey Beaulieu otrzymał gitarę nazwaną Dean CBV 1122. Instrument posiada mahoniowy korpus, palisandrową podstrunnicę oraz klucze Grover. Gitara została wyposażona w dwa przetworniki typu humbucker: standardowy pickup „Nostalgia” marki Dean przy gryfie oraz „The Ascension” przy mostku. Muzycy używali gitar firmy Dean Guitars do końca roku 2008. Beaulieu na temat zrezygnowania z instrumentów przedsiębiorstwa:

Dałem sobie spokój z tymi wiosłami. Po odejściu Deana Zelinsky’ego miałem wrażenie, że jakość gitar z roku na rok jest coraz gorsza. Jak już dostaliśmy swoje gitary, nikt się nami nie przejmował. Nikomu nie zależało na tym, żeby promować sygnowane przez nas wiosła Razorback. Nikogo nawet nie obchodziło, czy na nich w ogóle gramy. W czasopismach wciąż występujemy z naszymi starymi gitarami. Poza tym byliśmy coraz bardziej niezadowoleni z jakości gitar – często psuły się w trasie. Stwierdziliśmy, że przyszedł czas na zmiany. Odkąd pamiętam, Matt i ja byliśmy fanami gitar Gibson i Jackson. Postanowiliśmy więc sięgnąć po instrumenty, które najbardziej odpowiadały naszym gustom. W końcu zostaliśmy endorserami tych marek. Jak na razie nie planujemy w tym względzie żadnych zmian.

Paolo Gregoletto korzysta z gitar basowych marki B.C. Rich. Jak stwierdził, do podjęcia takiego wyboru zainspirował go Nikki Sixx – basista grupy Mötley Crüe. W ramach współpracy muzyka z przedsiębiorstwem powstały dwa instrumenty. Pięciostrunowa gitara Warlock Paolo Gregoletto Signature Bass 5 posiada korpus wykonany z lipy, wkręcany klonowy gryf, 24 progi typu jumbo oraz dwa aktywne humbuckery. Drugą gitarę basową, Paolo Gregoletto Signature 5 St Warlock Bass, zaprojektowano w konstrukcji neck-through. Korpus został wykonany z mahoniu, natomiast gryf z lipy. Instrument został wyposażony, podobnie jak w przypadku modelu Warlock Signature Bass 5, w 24 progi typu jumbo oraz dwa aktywne humbuckery.
Nick Augusto gra na perkusjach marki Pearl. W skład zestawu z serii Masterworks używanej przez muzyka wchodzą dwa bass drums 22x18 cali; tom-tomy 10x8 cali, 12x9 cali; floor tomy 16x16 cali, 18x16 cali. Druga z używanych przez muzyka konfiguracji, Reference Pure, zawiera dodatkowo werbel 14x6,5 cali.

## Muzycy

### Obecny skład zespołu
- Matt Heafy – śpiew, gitara (od 1999)
- Corey Beaulieu – gitara, śpiew (od 2003)
- Paolo Gregoletto – gitara basowa, śpiew (od 2004)
- Alex Bent – perkusja (od 2017)

### Byli członkowie zespołu
- Brad Lewter – śpiew (1999–2000)
- Matt Shuler – gitara (2000)
- Jarred Bonaparte – gitara basowa (1999–2001)
- Richie Brown – gitara basowa (2001)
- George Moore – gitara (2003)
- +Brent Young – gitara (2000–2001), gitara basowa (2001–2004)
- Mike Poggione – gitara basowa (2004)
- Travis Smith – perkusja (2000–2010)
- Nick Augusto – perkusja (2009–2014)
- Mat Madiro – perkusja (2014–2015)
- Paul Wandtke – perkusja (2015–2017)

## Dyskografia

### Albumy studyjne
- Ember to Inferno (2003)
- Ascendancy (2005)
- The Crusade (2006)
- Shogun (2008)
- In Waves (2011)
- Vengeance Falls (2013)
- Silence in the Snow (2015)
- The Sin and the Sentence (2017)
- What The Dead Man Say (2020)
- In the Court of the Dragon (2021)

## Nagrody i wyróżnienia
| Rok  | Kategoria                                   | Tytułem                    | Nagroda                         | Nota      | Źródło  |
| ---- | ------------------------------------------- | -------------------------- | ------------------------------- | --------- | ------- |
| 2005 | Best International Newcomer                 | Trivium                    | Kerrang! Awards                 | Laur      | [ 106 ] |
| 2005 | Best Newcomer Award                         | Trivium                    | Metal Hammer Golden Gods Awards | Nominacja | [ 107 ] |
| 2006 | Best Live Band                              | Trivium                    | Metal Hammer Golden Gods Awards | Laur      | [ 108 ] |
| 2006 | Best Drummer                                | Travis Smith               | Metal Hammer Golden Gods Awards | Laur      | [ 108 ] |
| 2006 | Golden God                                  | Matt Heafy                 | Metal Hammer Golden Gods Awards | Laur      | [ 108 ] |
| 2006 | Best International Band                     | Trivium                    | Metal Hammer Golden Gods Awards | Nominacja | [ 109 ] |
| 2006 | Dimebag Awards For Young Guitarist Shredder | Matt Heafy, Corey Beaulieu | Metal Hammer Golden Gods Awards | Nominacja | [ 109 ] |
| 2007 | Shredder                                    | Matt Heafy, Corey Beaulieu | Metal Hammer Golden Gods Awards | Nominacja | [ 110 ] |
| 2014 | King Of The Internet                        | Trivium                    | Metal Hammer Golden Gods Awards | Nominacja | [ 111 ] |